# MSV Duisburg
Meidericher Spielverein Duisburg 02 e.V. é uma agremiação esportiva alemã sediada na cidade de Duisburg, fundada a 1902. A equipe atualmente disputa a Terceira Divisão.
A cidade fica localizada no Vale do Ruhr, situado na Renânia do Norte-Vestfália.

## História
O Duisburg surgiu em 1902, inicialmente como uma agremiação distrital da cidade de Duisburgo, conhecido como Meidericher SV. Essa situação, porém, só duraria três anos, já que, em 1905, o clube se uniu ao SC Viktoria Meiderich, outro time do município. Em 1967, foi adotado o nome atual e ao MSV Duisburg foi reconhecido o papel de clube mais popular e de maior sucesso da cidade.
Nos gramados, o time não tardou a conseguir bons resultados em competições locais, tendo, inclusive, realizado grandes temporadas. Em 1913/1914, por exemplo, fez 113 gols e sofreu apenas 12.
O crescimento teria seqüência na década seguinte. Nos anos 1920, o Duisburg conseguiu ficar entre os melhores. Venceu, em 1929, o campeonato regional e classificou-se, pela primeira vez, à elite do futebol alemão.
O bom momento, porém, seria interrompido por motivos políticos. Durante a Segunda Guerra Mundial, o clube passou por situação financeira complicada e quase foi obrigado a fechar as portas.
A recuperação veio logo após o fim do conflito, quando o time venceu o torneio da cidade, em 1946. Em 1951, o clube conseguiu a vaga na Oberliga, que, até então, era a primeira divisão do futebol da Alemanha.
Aquela foi uma das melhores fases da história do clube. O Duisburg, ainda sem o nome atual, esteve na elite até a criação da Bundesliga, o grande divisor de águas do esporte no país, o qual profissionalizou o futebol alemão.
Naquele momento, o clube garantiu presença entre os 16 que formaram a primeira edição do certame. Fez, inclusive, grande campanha na temporada 1963/1964, quando terminou a competição com o vice-campeonato, atrás apenas do campeão Colônia.
No restante da década de 1960 e nos anos 70, o clube não repetiria o desempenho, mas se manteve na primeira divisão alemã. Naquele momento, o fato mais considerável na história do clube foi mais uma mudança de nome. Em 1967, após anos de consolidação como o principal time da cidade, o Meidericher finalmente passa a ser conhecido como Duisburg.
Em campo, o time conseguia resultados razoáveis. Em 1974/1975, por exemplo, foi finalista da Copa da Alemanha, mas perdeu a decisão para o Hannover 96. Antes, já havia perdido tal título, em 1966, diante do Eintracht Frankfurt.
A melhor campanha da época, porém, veio em 1978/1979, quando o time chegou a disputar a semifinal da Copa da UEFA (atual Liga Europa da UEFA), sua melhor colocação em competições continentais, mas acabou sendo eliminado pelos compatriotas do Borussia Mönchengladbach.
A grande fase acabou com a chegada dos anos 80. Foi nessa época que o sonho da Bundesliga foi interrompido pela primeira vez. Em 1981/1982, após 19 anos entre os melhores do campeonato profissional alemão, o Duisburg caiu para a segunda divisão.
Desde então, passou a ser chamado de "elevador", apelido que os times na Alemanha recebem por trocarem de divisões com facilidade, sem muita estabilidade. A primeira alternância, porém, foi negativa. Em 1985/1986, a equipe caiu para a terceira divisão.
Depois de três anos, o clube voltaria a figurar na segunda divisão. O retorno à elite só viria em 1991/1992, e de maneira breve, pois a equipe logo foi rebaixada. Desde então, participou oito vezes da primeira divisão e oito da segunda, uma prova de sua instabilidade.
Nesse período, o único momento de destaque adveio em 1997/1998, quando chegou à decisão da Copa da Alemanha. O Bayern de Munique, porém, confirmou o favoritismo e conquistou o título com uma vitória por 2 a 1.
Na temporada 2007/2008, o clube não foi bem e acabou sendo rebaixado, tendo que disputar a segunda divisão do Campeonato Alemão na temporada seguinte.
Após 4 temporadas na 2. Bundesliga, o time terminou a temporada 2012/13 em 11º, mas devido aos poucos recursos, foi rebaixado no lugar do SV Sandhausen e disputou a 3. Liga na temporada 2013/14. Na temporada seguinte, conquistou o vice-campeonato e voltou à 2. Bundesliga.

## Mascote
Desde a fundação do clube, o Duisburg possui como mascote uma Zebra. A opção foi feita por causa das listras tradicionais da camisa do time, tingidas de azul e branco.

## Títulos
Campeonato Alemão
- Vice-campeão: 1964;

Copas
- Copa da Alemanha (finalista): 1966, 1975, 1998, 2011;

Amador
- Campeão amador: 1987;

## Cronologia recente
| Temporada                     | Divisão                | Posição         |
| 1999–2000 Fußball-Bundesliga  | Fußball-Bundesliga (I) | 18° (rebaixado) |
| 2° Fußball-Bundesliga 2000–01 | 2° Bundesliga (II)     | 11°             |
| 2° Fußball-Bundesliga 2001–02 | 2° Bundesliga          | 11°             |
| 2° Fußball-Bundesliga 2002–03 | 2° Bundesliga          | 8°              |
| 2° Fußball-Bundesliga 2003–04 | 2° Bundesliga          | 7th             |
| 2° Fußball-Bundesliga 2004–05 | 2° Bundesliga          | 2° (promovido)  |
| 2005–06 Fußball-Bundesliga    | 1. Bundesliga (I)      | 18° (rebaixado) |
| 2° Fußball-Bundesliga 2006–07 | 2° Bundesliga (II)     | 3° (promovido)  |
| 2007–08 Fußball-Bundesliga    | Fußball-Bundesliga (I) | 18° (rebaixado) |
| 2° Fußball-Bundesliga 2008–09 | 2° Bundesliga (II)     | 6°              |
| 2009–10 2° Fußball-Bundesliga | 2° Bundesliga          | 6°              |
| 2010–11 2° Fußball-Bundesliga | 2° Bundesliga          | 8°              |
| 2011–12 2° Fußball-Bundesliga | 2° Bundesliga          | 10°             |